# Litouwen op de Olympische Zomerspelen 1928
Litouwen nam deel aan de Olympische Zomerspelen 1928 in Amsterdam, Nederland. Net als vier jaar eerder won het geen medaille. Het zou tot 1992 duren voordat Litouwen als zelfstandige natie weer aan de Spelen zou meedoen.

## Deelnemers en resultaten

### Atletiek
| Olympiër           | Discipline       | Resultaat | Prestatie                      |
| ------------------ | ---------------- | --------- | ------------------------------ |
| Haris Šveminas     | 100m (m)         | series    | serie 12: 5de                  |
| Haris Šveminas     | 200m (m)         | series    | serie 9: 3de                   |
| Julius Petraitis   | 5000m (m)        | series    | serie 2: 10de                  |
| Adolfas Akelaitis  | hoogspringen (m) | 33e       | kwalificatie: 33ste met 1,60m  |
| Viktoras Ražaitis  | speerwerpen (m)  | 26e       | kwalificatie: 26ste met 51,16m |
|                    |                  |           |                                |
| Paulina Radziulytė | 800m (v)         | series    | serie 3: 9de                   |

### Boksen
| Olympiër          | Discipline  | Resultaat | Prestatie                                                                   |
| ----------------- | ----------- | --------- | --------------------------------------------------------------------------- |
| Kazys Markevičius | -61,2kg (m) | 17e       | 1ste ronde: V van FRA Carcagne                                              |
| Kazys Markevičius | -79,4kg (m) | 5e        | 1ste ronde: W van FRA Foquet kwartfinale: V van CAN McCorkindale: knock-out |

### Gewichtheffen
| Olympiër        | Discipline | Resultaat | Prestatie                                                                          |
| --------------- | ---------- | --------- | ---------------------------------------------------------------------------------- |
| Povilas Vitonis | -75kg (m)  | DNF       | drukken: 14de met 85kg trekken: 15de met 85kg stoten: 18de met 105kg totaal: 275kg |

### Wielersport
| Olympiër          | Discipline       | Resultaat | Prestatie      |
| ----------------- | ---------------- | --------- | -------------- |
| Isakas Anolikas   | wegwedstrijd (m) | DNF       | niet gefinisht |
| Jurgis Gedminas   | wegwedstrijd (m) | 55e       | 5:50.04        |
| Vladas Jankauskas | wegwedstrijd (m) | DNF       | niet gefinisht |
| Tarhumas Murnikas | wegwedstrijd (m) | 50e       | 5:41.00        |

Argentinië · Australië · België · Brits-Indië · Bulgarije · Canada · Chili · Cuba · Denemarken · Duitsland · Egypte · Estland · Filipijnen · Finland · Frankrijk · Griekenland · Groot-Brittannië · Haïti · Hongarije · Ierland · Italië · Japan · Joegoslavië · Letland · Litouwen · Luxemburg · Malta · Mexico · Monaco · Nederland · Nieuw-Zeeland · Noorwegen · Oostenrijk · Panama · Polen · Portugal · Roemenië · Spanje · Tsjecho-Slowakije · Turkije · Uruguay · Verenigde Staten · Zuid-Afrika · Zuid-Rhodesië · Zweden · Zwitserland